# 色尔格克
色尔格克（？—1681年）。喀喇彻哩克部人，博尔济吉特氏，正白旗蒙古人，清朝大臣，阿拜岱巴图鲁的儿子。
色尔格克袭父职，任三等甲喇章京，继授一等侍卫。崇德元年（1636年），从征朝鲜（丙子胡乱）。崇德五年（1640年），跟随郑亲王濟爾哈朗等攻打明朝，围攻锦州，率侍卫搏战，斩杀降明蒙古将领僧格依。次年，再围锦州。以伏兵擒获明将及甲械等，以功受赏。跟随皇太極对战洪承疇，在高桥伏击明军，随后围攻松山。崇德七年（1642年），跟随贝勒阿巴泰攻打明朝临城。攻略山东、青州。顺治初年，授二等梅勒章京，进内大臣。康熙十二年（1673年），加太子少保。康熙二十年（1681年）去世，谥勤敏。乾隆初，定封二等男。